# بانياس الحولة
بانياس تدعى بانياس الحولة تمييزا لها عن بانياس الساحل السوري، وهي قرية في الشمال الغربي لمحافظة القنيطرة في هضبة الجولان في سوريا.

## الموقع
تقع محافظة القنيطرة في هضبة الجولان ويحدها من الشمال وادي العسل الفاصل بينها وبين الحدود السورية اللبنانية، ومن الشرق أراضي قريتي جباثا الزيت وعين قنية، ومن الجنوب عين فيت، ومن الغرب مغر شبعا والمنطقة المجردة بينها وبين الحدود السورية والفلسطينية. تبعد عن القنيطرة عاصمة الجولان حوالي 20 كم، وتقع في حضيض الجبل المعروف بالهيش - من أعضاد جبل الشيخ فوقها، وعند منتهى وادي سعار القادم من مجدل شمس للالتقاء بنهر بانياس، وتطل على سهل الحولة الذي في غربها الجنوبي.

## جغرافيا

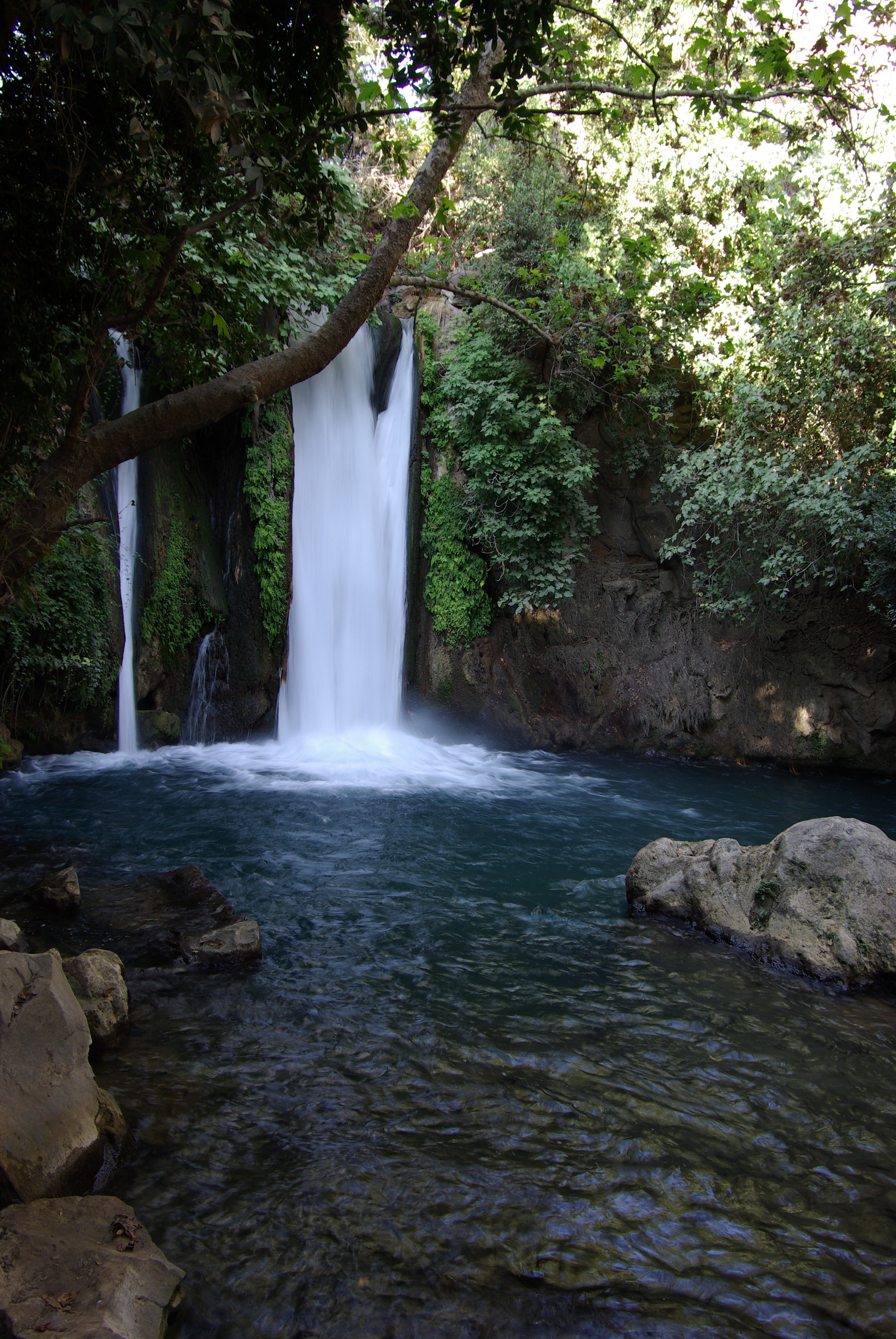
شلال في بانياس

صخورها من جنس ما في جبل الشيخ - طباشيرية، وتربتها حمراء وسوداء. الجبال والآكام المحيطة بها هي جبل الهيش وجبل قلعة الصبيبة وتل الأحمر وتل العزيزات وتل الفخار. وبعض أراضيها جبلية مرتفعة، كانت مزدانة بكروم العنب وبقايا حراج السنديان، وأكثرها سهلية منخفضة تمتد في أول سهل الحولة. في بانياس نهرها المسمى باسمها وهو أحد ينابيع نهر الأردن، وقد اشتق القدماء منه هناك عدة قنوات لسقي الأرضي، وعلى هذه القنوات أقيمت عدة طواحين. وأراضي بانياس السهلية خصبة شأن أراضي الحولة كلها، وتسقى من القنوات التي أحصيناها، وأراضي بانياس كلها كانت أوقافا (ماءً وغرسًا، بعضها من أوقاف السلطان إبراهيم بن أدهم البلخي المتوفي سنة (972 م) والمدفون في جبلة اللاذقية.

## اقتصاد
أهم محاصيل بانياس هو الزيتون الذي له معاصر تدار بالماء وطواحين الماء، ومن محاصيلها فستق العبيد والفول والبزلياء والخضروات والقمح والأشجار المثمرة والعنب. وتربى الأبقار في بانياس والقليل من الماعز بحكم وجود الأحراج حيث يعاقب من يرعى قطعانه فيها للمحافظة على الحياة الطبيعية والأحراج.

## تاريخ

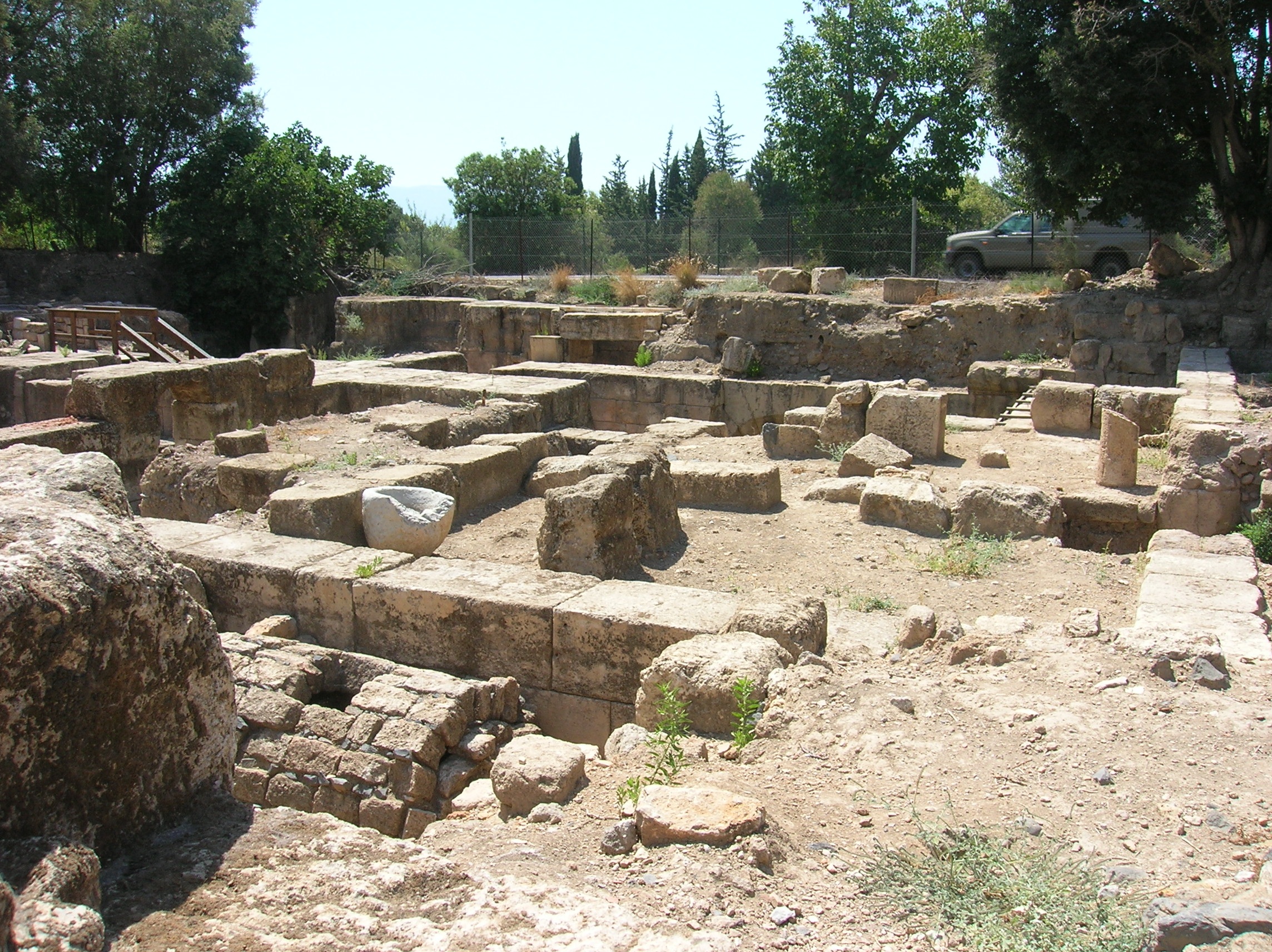
أثار بانياس

آثار بانياس - على ما انتابها من حوادث الأيام، ولا سيما الزلازل، تدل على عظمة من شاهدوها وحكموها، ففيها أبراج المدينة القديمة، ومدخلها الأثري، وقواعد وأبدان وتيجان أعمدة متنوعة، وأحجار منحوتة ذات نقوش جميلة، وأمثالها من البقايا، وتكاد تجد هناك مدينة تحت الأرض. في داخلها مسجد قديم واحد، وفي خارجها وأنت هابط في طريق القنيطرة على مرتفع كنيسة حديثة رمزية بيضاء اللون، ينبت في موقع مرتفع يجله المسيحيون ويدعونه (دير بانياس)، وهو الموقع الذي زاره السيد المسيح وأقام فيه زمنًا على ما سوف نذكره في تاريخها.
إن تاريخ بانياس قديم وزادت شهرتها من العهد اليوناني، ولو أنها كانت موجودة من قبلهم. فاليونان منذ أن استلموها كرسوا المغارة التي فوق نبع نهر الأردن في الجبال السورية باسم الإله «بان» حارس الحقول والغابات والمواشي والصيادين، ومنها نشأ اسم المدينة الذي احتفظ به من بعد فصار (بانياس). وقد وقعت بها المعركة بين انطيخوس الثالث الملك السلوقي «السوري» وبطليموس الخامس الملك البطلمي في العام (200 ق.م).

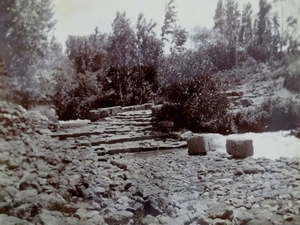
صورة التقطت في بانياس أو قيصرية فيليبي عام 1891

وقد شاد هيرودوس الكبير أمام المغارة المذكورة هيكلًا (معبدًا) على اسم أغسطس قيصر، لكن بانياس لم تتقدم إلا في عهد ابنه فيليبس رئيس ربع اليطورية (الجيدور). فقد أكمل بناءها وحسنها وجعلها عاصمة له، ودعاها قيصرية إكراما لطبياريوس قيصر، وأضافها إلى اسمه فصارت قيصرية فيليبس ثم حسنها هيرودوس اغريباس الثاني ودعاها (نيرونياس) إكراما للقيصر نيرون وأصبحت بانياس من مدن الإمبراطورية الهامة.
وفي الروايات المقدسة أن السيد المسيح جاء في أواخر أيامه إلى بانياس، وأنه هناك اعترف القديس بطرس به والقصة مذكورة في الكتب المقدسة. وأيضًا أن بانياس كانت موطن المرأة التي شفاها المسيح من نزيف الدم في كفر ناحوم.
هذا وفي سنة (70 م) جاءها تيطس واحتفل فيها بانتصار الجيوش الرومانية في معارك جنوب سوريا وفلسطين واستيلائهم على القدس وتخريبها. وفي القرن الرابع جعلت بانياس مركز أسقفية. وفي سنة (636 م) دخل المسلمون بانياس، وسكتت التواريخ عن ذكرها عدة قرون، ما عرفنا كيف كانت حالتها خلالها إلى أن صارت تذكرها بمناسبة الحروب الصليبية. فقد تعرضت بانياس لغارات مكررة وتداورتها أيدي الصليبين والمسلمين مرارًا.

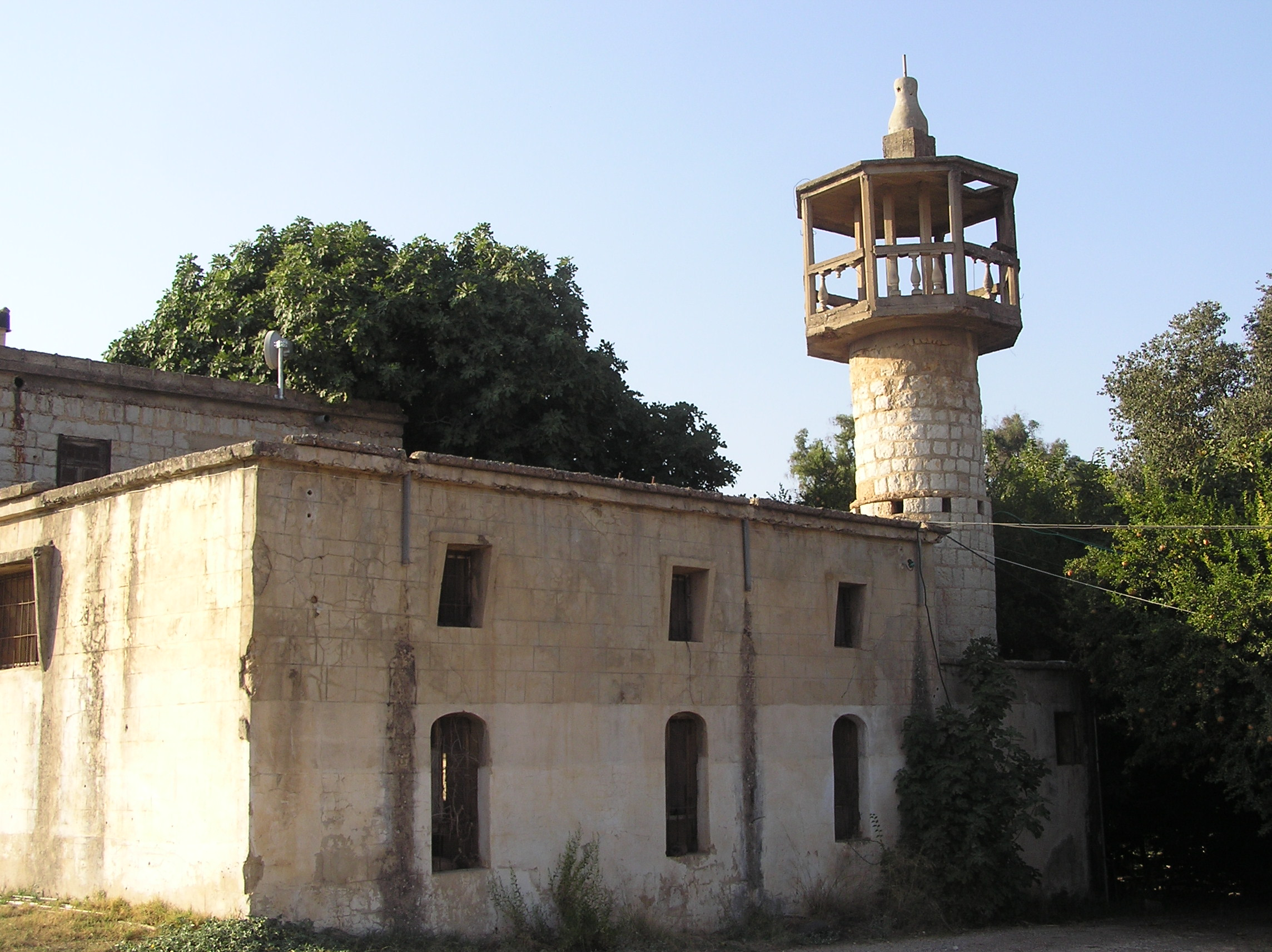
مسجد بانياس

ولما تملك نور الدين زنكي وأصبح ملك دمشق دخل إلى بانياس بعد عدة محاولات وضمها لملكه في العام (1165 م). وقرية بانياس الحالية مبينة في مكان المدينة القديمة الأثرية حيث تتناثر فيها بقايا الآثار والأوابد التاريخية قطع من الأعمدة والحجارة والمنحوتة والمباني والدور السكنية والمعابد والطواحين ومعاصر الزيتون القديمة. حتى أنهم في سنة 1953 حينما فكروا بتحويل نهر بانياس وبدؤوا يحفرون عثروا على نقوش بديعة ولوحات من الفسيفساء وفصوص خواتم على بعضها صور آلهة، منها ديانا آلهة الصيد، وعلى بعضها نقوش عربية وقطع أثرية كثيرة.

## القلعة
مشيدة فوق مرتفع مثلث الشكل محصور بين نهري سعار وبانياس قبيل التقائهما. وجدران هذه القلعة متقوضة جدًا لم يبق ظاهرًا منها إلا القليل. والقادم لزيارة آثار بانياس يبدأ من الجهة الشمالية الغربية. فيرى ثمة على ضفة النهر برجين ضخمين من العصور المتوسطة. وكان برج ثالث على بعد قليل عنهما، إلى الجنوب وغربي الطريق الحالية. وكانت جدران الأسوار مدعومة بأعمدة روابط أقحمت في هذه الجدران، كما هو الحال في كثير من القلاع. وهذه الأعمدة إما من حجر البلاد الكلسي وإما من الحجر المحبب (الغرانيت) الأسود المرقط المجلوب من صعيد مصر. وكلها من بقايا المباني التي كانت في العهد الروماني. وإذا سلك الزائر السكة القديمة يخترق القرية ويبلغ الجسر العتيق الذي كان في الزاوية الجنوبية الشرقية. وكان هذا الجسر محميًا ببوابة قوية أقحمت أيضًا في جدرانها أعمدة روابط من الغرانيت.
وترى حتى الآن بعضها ملقى على جانب الطريق وثمة باب له اسكفة ذات كتابة عربية. وكانت حصون بانياس تمتد على طول ضفة النهر في الشرق والغرب. والمداميك السفلية في هذه المباني مؤلفة من أحجار ضخمة منحوتة نحتًا بارزًا (صوريًا) تدل على عراقتها في القدم. أما المداميك العليا فهي من العهود الإسلامية، كما تشهد بذلك بقايا الجدران المبنية من أحجار كبيرة، وقطع الأعمدة المنحوتة.

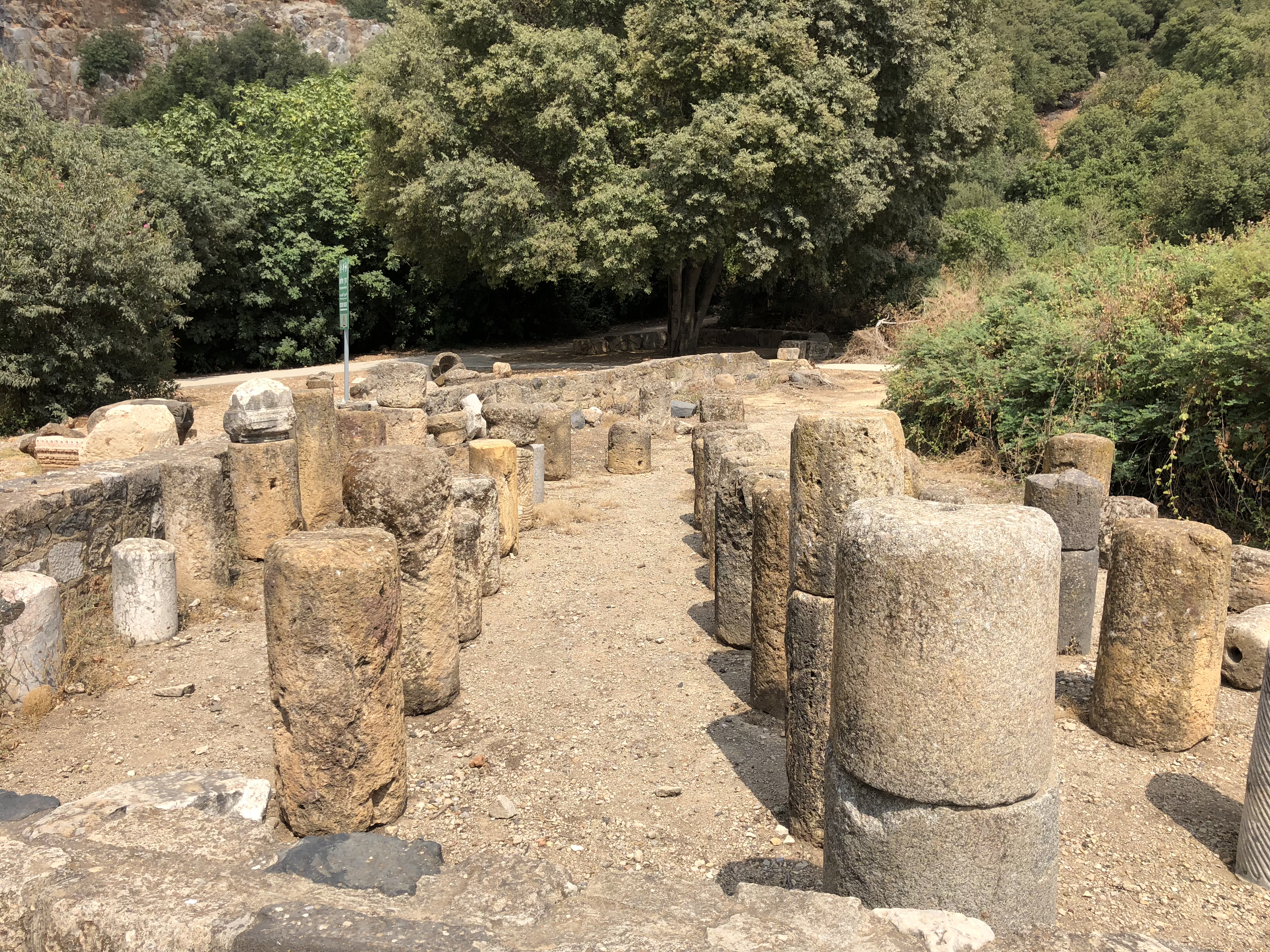
أعمدة رومانية قديمة في قيصرية فيليبي

وإذا رجع الزائر أدراجه وتقدم نحو الجبل، يصل بعد بضع دقائق إلى نبع المياه الصاخب الجميل، فيجد المياه تسيل بغزارة كلية من حضيض جدار شاهق من الصخر الكلسي. وهذا النبع هو الهدف الأسمى في زيارة بانياس. وفي الجدار الشاهق المذكور يلحظ الناظر وجود غرف عديدة، وخمس كوى منقورة في الصخر، مع كتابات يونانية صعبة القراءة، كانت فيما يظن مخصصة لوضع السمامات. وهنالك أيضًا مغارة طبيعية، قد سد مدخلها بصخور ضخمة، متدحرجة من أعلى الجبل، وفي فصل الشتاء يمتلئ قعر المغارة بالماء، وفي فصل الصيف تجف. ويعتقد الأثريون أن هذه هي المغارة التي كانت مكرسة إلى الإله «بان» أو «بانيون» الذي أعطى المدينة اسمه. وينابيع المياه في بانياس صافية الماء رقراقه، هو يتفجر بفوران شديد، وينقسم إلى فرعين ليؤلف نهرًا عرضه من 4 -6، أمتار يندفع راغيا مزبدًا هادرًا في مسيل صخري (ينابيع الجولان) التي تكون عدة أنهار هامة.